# Lublinella
Lublinella es un género de foraminífero bentónico considerado homónimo posterior de Lublinella Nehring-Lefeld, 1985, y sustituido por Lublina de la familia Lublinidae, de la superfamilia Chilostomelloidea, del suborden Rotaliina y del orden Rotaliida. Su especie tipo era Lublinella lublinensis. Su rango cronoestratigráfico abarcaba desde el Campaniense hasta el Maastrichtiense inferior (Cretácico superior).

## Clasificación
Lublinella incluía a la siguiente especie:
- Lublinella lublinensis †, aceptado como Lublina lublinensis